# Parathemistus
Parathemistus is een kevergeslacht uit de familie van de boktorren (Cerambycidae). De wetenschappelijke naam van het geslacht werd voor het eerst geldig gepubliceerd in 1950 door Breuning.

## Soorten
Parathemistus omvat de volgende soorten:
- Parathemistus nodosus (Carter, 1928)
- Parathemistus orbicollis (Carter, 1937)